# AXA
AXA Group — французская страховая и инвестиционная группа компаний. Одна из крупнейших в мире, отнесена к разряду системно значимых для мировой экономики. Штаб-квартира компании располагается в Париже, Франция. Основными регионами деятельности являются Европа и Азиатско-тихоокеанский регион.

## История
Старейшая из сформировавших современную группу AXA компаний была основана в 1817 году под названием Compagnie d’assurances Mutuelles contre l’incendie dans les départements de la Seine et de l’Eure (Взаимная компания по страхованию от пожаров в департаментах Сена и Эр). Её учредили Жак-Теодор ле Карпантье и 17 других владельцев недвижимости в Руане (Нормандия). Через 30 лет компания помимо недвижимости начала страховать также и движимое имущество (отдельная компания Mutualité Mobiliére). В 1881 году компании по страхованию движимого и недвижимого имущества воссоединились под названием Ancienne Mutuelle (Старая взаимная); в это же время новая дочерняя компания Mutuelle Vie начала оказывать услуги по страхованию жизни. В 1922 году было положено начало новому направлению — автомобильному страхованию, а в 1939 году была образована компания по страхованию железнодорожной перевозки скота Ancienne Mutuelle Transport de Bétail (в 1977 году преобразованная в компанию по перестрахованию AMRE). Вторая мировая война нанесла сильный удар по компании, в частности в апреле 1944 года штаб-квартира в Руане попала под бомбардировку американской авиацией. Однако после окончания войны компания быстро восстановилась, оправдывая свой девиз E cinere suo re divide (восставая из пепла) и начала быстрый рост за счёт поглощения других взаимных страховых компаний, таких как Ancienne Mutuelle du Calvados (1946 год), Mutuelle d’Orléans (1950 год), Mutualité Gérale, La Participation (1954 год).
Международная экспансия компании началась в 1955 году с Канады. Начало 1970-х годов было отмечено кризисом, апогеем которого стала начавшаяся в апреле 1974 года забастовка сотрудников, затянувшаяся на два месяца и ставшая самой длинной в истории отрасли. Результатом забастовки стало назначение председателем правления Клода Бебеара (фр. Claude Bébéar), с именем которого связаны существенная модернизация и расширение компании. В 1978 году были поглощены компании Parisienne de Garantie и Mutuelle de l’Quest, и компания была переименована в Mutuelles Unies (Объединённые взаимные). В 1982 году, после покупки Drouot Group, другой крупной французской страховой компании, название было изменено на Mutuelles Unies/Drouot, а в 1985 году — в AXA. В 1986 году две старые французские страховые компании, La Providence и Le Secours, находились в процессе объединения, однако Бебеару удалось включить обе в состав группы AXA, существенно увеличив присутствие своей компании на рынке Франции и других стран Европы, а также в ряде бывших французских колоний, таких как Алжир и Индокитай. География деятельности AXA расширилась ещё больше с поглощением в 1988 году Compagnie du Midi, страховой группы со значительным присутствием в Великобритании. На февраль 1989 года группа AXA включала 42 компании по всему миру, 16 тысяч сотрудников, её оборот составлял 45 млн франков, на порядок больше чем в начале 1980-х годов. В 1991 году AXA поглотила американского страховщика The Equitable (англ.), переименованного в AXA Financial. После покупки в 1996 году компании Union des Assurances De Paris (UAP) крупнейшая страховая компания Франции получила название AXA-UAP, однако в 1999 году было возвращено название AXA после покупки в феврале того же года компании Guardian Royal Exchange (англ.). В мае 2000 года AXA выкупила все акции в принадлежавшей ей ранее частично компании Sun Life & Provincial Holdings (англ.). В 2004 году была куплена американская страховая группа MONY. В июне 2006 года AXA купила у Credit Suisse крупнейшую швейцарскую страховую компанию Winterthur Group (англ.) примерно за €9 млрд. В 2008 году AXA приобрела мексиканскую компанию Seguros ING, а также вышла на российский рынок, купив 36,7 % акций страховой компании «РЕСО-Гарантия» за $1,15 млрд. В 2010 году компания вышла из листинга Нью-Йоркской фондовой биржи, однако акции продолжают котироваться на площадке OTC QX под тиккером AXAHY.
В сентябре 2018 года за €13 млрд была куплена страховая компания XL Group и переименована в Axa XL. Эта страховая компания была основана в 1986 году, штаб-квартира находится в Коннектикуте, зарегистрирована на Бермудских островах. Также в этом году акции дочерней компании в США Equitable Holdings, Inc были размещены на Нью-Йоркской фондовой бирже.
В 2019 и 2020 годах был продан ряд дочерних компаний, включая бельгийский банк, страховые операции в Польше, Чехии, Словакии, Греции, странах Персидского залива и оставшуюся долю в Equitable Holdings. Взамен было увеличено присутствие в Азии (Таиланд, КНР, Индонезия и Филиппины).

## Руководство
С 1946 года до самой смерти в 1972 году компанией руководил Андре Сахут д’Изарн (André Sahut d’Izarn). В 1975 году её возглавил Клод Бебеар (Claude Bébéar), впоследствии его сменил Анри де Кастри (Henri de Castries). После его ухода в 2016 году высший пост в компании был разделён на председателя правления и главного исполнительного директора.
- Дени Дюверн (Denis Duverne, род. 31 октября 1953 года) — неисполнительный председатель правления с сентября 2016 года, в компании с 1995 года, занимал посты в основном связанные с деятельностью в США и Великобритании. Окончив Высшую коммерческую школу, начал карьеру в 1984 году в качестве коммерческого советника генерального консульства Франции в Нью-Йорке, в 1986 году стал директором отдела корпоративных налогов Министерства финансов Франции, в 1988 году перешёл на другую должность в министерстве — заместитель секретаря по налоговой политике. В 1991 году был назначен корпоративным секретарём Compagnie Financiere IBI, а в следующем году вошёл в состав исполнительного комитета Banque Colbert[2].
- Томас Бюберл (Thomas Buberl, род. 24 марта 1973 года) — главный исполнительный директор (CEO) с сентября 2016 года, в компании оказался в результате поглощения швейцарской Winterthur Group, где работал с 2005 года. С 2000 по 2005 год работал в Boston Consulting Group. Доктор философских и экономических наук университета Сент-Галлен[2].
- Жан-Пьер Кламадьё (Jean-Pierre Clamadieu) — председатель исполнительного комитета.
- Ирен Дорнер (Irene Dorner) — директор; также член совета директоров Rolls-Royce Holdings plc, председатель правления Control Risks Group Holding Ltd, ранее была CEO HSBC Holdings и президентом HSBC USA.
- Жан-Мартен Фольц (Jean-Martin Folz) — старший независимый директор с 2007 года, председатель комитета зарплаты и управления.
- Андре Франсуа-Понсе (André François-Poncet) — директор с 2016 года, ранее был председателем правления и CEO LMBO Europe SAS.
- Пол Хермелин (Paul Hermelin) — директор с 2013 года, председатель правления компании Capgemini (США).
- Анжельен Кемна (Angelien Kemna) — директор с 2016 года.
- Изабель Кошер (Isabelle Kocher) — директор с 2010 года, также CEO компании ENGIE.
- Суэт Ферн Ли (Suet Fern Lee) — директор с 2010 года, также управляющий партнёр сингапурской компании Morgan Lewis Stamford LLC, член совета директоров Sanofi, Rickmers Trust Management Pte Ltd (Сингапур), Stamford Corporate Services Pte Ltd (Сингапур), The World Justice Project (США).
- Штефан Липпе (Stefan Lippe) — директор с 2012 года, председатель комитета аудита, также председатель правления швейцарских компаний CelsiusPro AG и Yes Europe AG.
- Франсуа Мартино (François Martineau) — директор с 2008 года, также директор AXA Assurances IARD Mutuelle и AXA Assurances Vie Mutuelle.
- Рамон де Оливейра (Ramon de Oliveira) — директор с 2009 года, председатель финансового комитета, также директор трёх дочерних компаний в США, управляющий директор Investment Audit Practice, LLC (США).
- Деанна Оппенгеймер (Deanna Oppenheimer) — директор с 2013 года, основатель CameoWorks (США), член совета директоров британских компаний Tesco, Whitbreak, Worldpay.
- Элейн Сарсински (Elaine Sarsynski) — директор с 2018 года.
- Мари-Франс Чудин (Marie-France Tschudin) — директор с 2020 года, также президент Novartis.

## Деятельность
Основным направлением деятельности группы AXA является страхование, из €96,7 млрд выручки в 2020 году €93,9 млрд пришлось на страховые премии, в том числе €31,5 млрд от страхования жизни и сберегательных вкладов и €48,7 млрд от страхования имущества, €14,7 млрд от медицинского страхования. Банковские услуги предоставляются во Франции и Германии и приносят около полумиллиарда выручки. Чистый инвестиционный доход составил €2 млрд.
Основные подразделения:
- Франция — оборот в 2020 году составил €25,1 млрд, активы €225 млрд;
- Европа — страховые услуги в Германии, Швейцарии, Италии, Великобритании, Ирландии, Бельгии и Испании; оборот €32,9 млрд, активы €275 млрд;
- Азия — страховые услуги в Японии, Гонконге, КНР, Таиланде, Индонезии и Филиппинах; оборот €11 млрд, активы €76,5 млрд;
- AXA XL — страховые услуги компаниям по всему миру (включая перестрахование); оборот €18,5 млрд, активы €61,1 млрд;
- международная деятельность — страховые услуги в странах с незначительным присутствием (Бразилия, Колумбия, Ливан, Индия, Люксембург, Малайзия, Мексика, Марокко, Нигерия, Россия, Сингапур, Турция); оборот €6,4 млрд, активы €42 млрд евро
- неосновные активы и операционный центр — управление активами через дочернюю компанию AXA Investment Managers, помощь в чрезвычайных ситуациях через дочернюю компанию AXA Assistance; оборот €2,9 млрд, активы €57,5 млрд.

География деятельности очень широкая; на домашний рынок приходится 21 % оборота, на западную и центральную Европу — 35 %, США — 14 %, Азию — 17 %.
Численность сотрудников на конец 2020 года составляла 114 625 человек, около 165 тысяч в сумме со страховыми агентами. Значительную роль в распространении страховых и инвестиционных продуктов играют посредники, такие как брокеры и независимые финансовые консультанты, в среднем на них приходится около половины продаж (в Бельгии — 100 %).
Подоходный налог, уплаченный по результатам 2020 финансового года, составил €1,54 млрд (в 2018 году — €1,364 млрд).
Штаб-квартира группы расположена в Париже по адресу 25, avenue Matignon 75008 Paris — France.
В 2017 году компания заняла 9-е место среди крупнейших инвестиционных компаний мира по размеру активов под управлением ($1,73 трлн). На конец 2020 года активы под управлением составили 1,03 трлн евро.
В списке крупнейших публичных компаний мира Forbes Global 2000 за 2019 год AXA Group заняла 85-е место, в том числе 33-е по обороту, 382-е по чистой прибыли, 28-е по активам и 164-е по рыночной капитализации.
|                     | 2004  | 2005  | 2006  | 2007  | 2008  | 2009  | 2010  | 2011  | 2012  | 2013  | 2014  | 2015  | 2016  | 2017  | 2018  | 2019  | 2020  |
| ------------------- | ----- | ----- | ----- | ----- | ----- | ----- | ----- | ----- | ----- | ----- | ----- | ----- | ----- | ----- | ----- | ----- | ----- |
| Оборот              | 67,03 | 71,67 | 78,78 | 93,63 | 91,22 | 90,12 | 90,97 | 86,11 | 90,13 | 91,22 | 91,99 | 98,14 | 100,2 | 98,55 | 102,9 | 103,5 | 96,72 |
| Чистая прибыль      | 3,793 | 4,318 | 5,085 | 6,391 | 1,236 | 4,033 | 3,091 | 3,379 | 4,283 | 4,786 | 5,337 | 5,987 | 6,193 | 6,209 | 2,140 | 4,181 | 3,331 |
| Активы              | 503,7 | 576,0 | 727,6 | 722,9 | 673,5 | 708,3 | 731,7 | 727,2 | 761,8 | 755,4 | 840,1 | 887,1 | 892,8 | 870,1 | 930,7 | 780,9 | 804,6 |
| Собственный капитал | 33,88 | 39,29 | 50,17 | 48,91 | 40,50 | 49,92 | 53,87 | 48,78 | 56,02 | 55,44 | 68,03 | 72,64 | 75,88 | 75,27 | 73,25 | 74,63 | 76,18 |

### Регионы деятельности
Франция
На домашний рынок приходится 28 % выручки подразделения страхования жизни (третье место с долей на рынке 9,7 %) и 19 % страхования имущества (второе место с долей 12,6 %), также здесь находятся 705 тысяч клиентов банковского подразделения.
США
В США до 2020 года работала через две основные дочерние компании, AXA Financial и AXA American Holding. Деятельность в этой стране давала 24 % выручки подразделения страхования жизни, на этом рынке AXA занимала 17-е место с долей 1,7 %; на рынке ренты компания занимала третье место с долей 9,7 %. В 2018 году эти операции были выделены в компанию Equitable Holdings, в 2020 году была завершена её продажа путём размещения акций.
Великобритания и Ирландия
На Британских островах AXA не занимается страхованием жизни (этот бизнес был продан в 2016 году компаниям Phoenix Group Holdings и Standard Life plc), зато страхование имущества даёт 13 % выручки соответствующего подразделения, что позволило местным дочерним компаниям занять первое место в Ирландии (более четверти рынка) и второе в Великобритании (доля 8,1 %). На входящем в состав британских владений острове Мэн находилась офшорная инвестиционная дочерняя компания, однако она также была продана в 2016 году Life Company Consolidation Group (LCCG).
Швейцария
Покупка в 2006 году Winterthur Group позволила AXA занять одно из ведущих мест на рынке страхования Швейцарии, на эту страну приходится 12 % оборота по страхованию жизни (четвёртое место с долей 8,2 %) и 9 % страхования имущества (первое место с долей 13 %). Страховая компания Winterthur была основана в 1875 году в городе Винтертур кантона Цюрих как подразделение по страхованию от несчастных случаев компании Johann Jakob Rieter & Co., одной из крупнейших промышленных компаний Швейцарии того времени. В 1997 году эта страховая компания объединилась с одним из лидеров швейцарского финансового рынка компанией Credit Suisse. На тот момент Winterthur кроме Швейцарии вела деятельность ещё в 27 странах, однако в 2001 году эти зарубежные отделения были проданы зарегистрированной на Бермудах компании XL Capital Ltd.
Германия
Германский рынок даёт по 11 % оборота обоим страховым подразделениям компании, также здесь находятся 43 тысячи клиентов банковского подразделения. На рынке медицинского страхования Германии занимает 4-е место (7,6 %), страхования жизни — 9-е (3,2 %).
Бельгия
Бельгия даёт 2 % выручки подразделения страхования жизни (третье место с долей 9 %) и 6 % страхования имущества (первое место с долей 19,2 %), также здесь работает подразделение банковских услуг через сеть банковских агентов.
Италия
Италия даёт 6 % выручки подразделения страхования жизни и 4 % страхования имущества (5-е место с долей 5,8 %).
Испания
Испания даёт 1 % выручки подразделения страхования жизни (10-е место с долей 2,9 %) и 4 % страхования имущества (4-е место с долей 5,2 %).
Япония
На Японию приходится 9 % выручки подразделения страхования жизни, что соответствует 11-му месту (с долей 3,9 %).
Остальная Азия
Помимо Японии группа ведёт деятельность в Китае (включая Гонконг), Сингапуре, Малайзии, Республике Корея, Индии, Индонезии, Филиппинах и Таиланде; этот регион даёт 6 % выручки подразделения страхования жизни и 3 % страхования имущества; AXA является второй крупнейшей компанией по страхованию жизни в Индонезии (5,9 %) и на Филиппинах (12,1 %), четвёртой в Таиланде (11,9 %) и 7-й в Гонконге (4,9 %); на рынке страхования имущества группа лидирует в Гонконге (доля 7,3 %), занимает второе место в Сингапуре (доля 10,7 %) и третье в Малайзии (доля 8,5 %).
Другие регионы
Также AXA присутствует в Люксембурге, Португалии, странах Восточной Европы (Россия), в некоторых странах Африки (Египет, Нигерия, Марокко) и Латинской Америки (Мексика, Колумбия и Бразилия); на эти территории приходится 2 % выручки подразделения страхования жизни и 12 % страхования имущества. Группа AXA является вторым крупнейшим страховщиком имущества в Колумбии (доля 7 %), третьим в Турции (доля 10,7 %) и четвёртым в Марокко (13,3 %).

## Акционеры
На конец 2016 года группой AXA было выпущено 2,425 млрд акций номинальной стоимостью €2,29 каждая. Общая биржевая стоимость акций (рыночная капитализация) на сентябрь 2019 года составляла €63 млрд. Крупнейшим акционером группы является Mutuelles AXA, объединение двух французских взаимных страховых компаний AXA Assurances IARD Mutuelle (страхование имущества) и AXA Assurances Vie Mutuelle (страхование жизни), в сумме они владеют 14,4 % акций и 24,16 % голосов (взаимные страховые компании являются собственностью держателей страховых полисов). AXA Assurances IARD Mutuelle осуществляет страхование совместно с AXA France IARD (дочерней компанией группы), причём доля первой составляет только 11 % каждого полиса. Американским институциональным инвесторам принадлежит 20,7 % акций AXA, французским — 13,5 %, инвесторам из Великобритании и Ирландии — 13 %, из остальной Европы — 13,7 %, из других регионов — 7,9 %, 11,3 % акций находится в руках частных акционеров, 5,7 % — сотрудников и агентов.
Крупнейшие владельцы акций AXA на 2019 год (казначейские акции составляют 1,72 %).
| Название акционера                       | Процент |
| ---------------------------------------- | ------- |
| AXA France Assurance SAS                 | 14,4    |
| AXA SA Employee Stock Ownership Plan     | 5,19    |
| The Vanguard Group, Inc.                 | 1,95    |
| Norges Bank Investment Management        | 1,50    |
| Capital World Investors                  | 1,47    |
| Lyxor International Asset Management SAS | 1,43    |
| Amundi Asset Management SA               | 1,26    |
| BlackRock Fund Advisors                  | 1,23    |
| Franklin Advisers, Inc.                  | 0,97    |
| Templeton Global Advisors Limited        | 0,93    |
| Natixis Asset Management SA              | 0,84    |
| Northern Cros LLC                        | 0,80    |
| BlackRock Advisors (UK) Limited          | 0,72    |
| THEAM SAS                                | 0,63    |

## Дочерние компании
Крупнейшие дочерние компании на конец 2016 года
- AXA Asia (Франция, 100 %)
- AXA China (Франция, 100 %)
- AXA France Assurance (Франция, 100 %)
- Oudinot Participation (Франция, 100 %)
- Societe Beaujon (Франция, 100 %)
- AXA Technology Services (Франция, 99,99 %)
- Genworth Financial European Group Holdings (Франция, 100 %)
- AXA Financial, Inc. — образована из купленной в 1992 году The Equitable companies Incorporated (США, 100 %)
- AXA America Holding Inc. (США, 100 %)
- Guardian Royal Exchange Plc (Великобритания, 100 %)
- AXA UK Plc (Великобритания, 100 %)
- AXA Equity & Law Plc (Великобритания, 99,96 %)
- National Mutual International Pty Ltd (100 %)
- AXA Financial Services (Сингапур, 100 %)
- AXA India Holding (Индия, 100 %)
- Kölnische Verwaltungs AG für Versicherungswerte (Германия, 100 %)
- AXA Konzern AG (Германия, 100 %)
- AXA Holdings Belgium (Бельгия, 100 %)
- Vinci BV (Нидерланды, 100 %)
- AXA Mediterranean Holding SA (Балеарские острова, 100 %)
- AXA Luxembourg SA (Люксембург, 100 %)
- AXA Holding Maroc S.A. (Марокко, 100 %)
- AXA Holding W.L.L (100 %)

Страховые дочерние компании
- AXA France IARD (Франция, 99,92 %)
- AXA France Vie (Франция, 99,97 %)
- AXA Protection Juridique (Франция, 98,52 %)
- Financial Assurance Company Limited (Genworth) (Франция, 100 %)
- Financial Insurance Company Limited (Genworth) (Франция, 100 %)
- AXA Corporate Solutions Assurance (Франция, 98,75 %)
- AXA Global P&C (Франция, 100 %)
- AXA Global Life (Франция, 100 %)
- AXA Assistance SA (Франция, 100 %)
- Colisee RE (Франция, 100 %)
- AXA Equitable Life Insurance Company (США, 100 %)
- AXA Re Arizona Company (США, 100 %)
- AXA Corporate Solutions Life Reinsurance Company (США, 100 %)
- AXA Insurance UK Plc (Великобритания, 100 %)
- AXA PPP Healthcare Limited (Великобритания, 100 %)
- Architas Multi-Manager Limited (Великобритания, 100 %)
- Portman Insurance Ltd. (Великобритания, 100 %)
- AXA Insurance Limited (Ирландия, 100 %)
- AXA Life Europe Limited (Ирландия, 100 %)
- AXA Life Invest Reinsurance (Ирландия, 100 %)
- AXA Life Insurance Singapore (Сингапур, 100 %)
- AXA China Region Limited (КНР, 100 %)
- AXA General Insurance Hong Kong Ltd. (Гонконг, 100 %)
- AXA Insurance Singapore (Сингапур, 100 %)
- PT AXA Life Indonesia (Индонезия, 100 %)
- MLC Indonesia (Индонезия, 100 %)
- AXA Affin General Insurance Berhad (45,41 %)
- AXA Insurance Public Company Limited (Таиланд, 99,31 %)
- AXA Life Insurance (Япония, 98,69 %)
- AXA Versicherung AG (Германия, 100 %)
- AXA Art (Германия, 100 %)
- AXA Lebensversicherung AG (Германия, 100 %)
- Pro Bav Pensionskasse (Германия, 100 %)
- Deutsche Ärzteversicherung (Германия, 100 %)
- AXA Krankenversicherung AG (Германия, 100 %)
- Ardenne Prevoyante (Бельгия, 100 %)
- AXA Belgium SA (Бельгия, 100 %)
- AXA Vida, S. A. de Seguros (Испания, 99,85 %)
- AXA Aurora Vida, S.A. de Seguros (Испания, 99,97 %)
- AXA Seguros Generales, S. A. (Испания, 99,9 %)
- AXA Interlife (Италия, 100 %)
- AXA Assicurazioni e Investimenti (Италия, 100 %)
- AXA MPS Vita (Италия, 50 % +1)
- AXA MPS Danni (Италия, 50 % +1)
- AXA MPS Financial (Италия, 50 % +1)
- AXA Colpatria Capitalizadora (Колумбия, 51 %)
- AXA Colpatria Seguros de vida (Колумбия, 51 %)
- AXA Colpatria Seguros (Колумбия, 51 %)
- AXA Colpatria Medicina Prepagada (Колумбия, 51 %)
- AXA Assurance Maroc (100 %)
- AXA Hayat ve Emeklilik A.S. (Турция, 100 %)
- AXA Sigorta AS (Турция, 92,61 %)
- AXA Cooperative Insurance Company (страны Персидского залива, 50 %)
- AXA Insurance (Gulf) B.S.C.c. (страны Персидского залива, 50 %)
- AXA Insurance A.E. (Греция, 99,98 %)
- AXA Seguros S.A. de C.V. (Мексика, 100 %)
- AXA Czech Republic Pension Funds (Чехия, 99,99 %)
- AXA Czech Republic Insurance (Чехия, 100 %)
- AXA Poland (Польша, 100 %)
- AXA Poland Pension Funds (Польша, 100 %)
- AXA Slovakia (Словакия, 100 %)
- AXA Assurances Luxembourg (Люксембург, 100 %)
- AXA Assurances Vie Luxembourg (Люксембург, 100 %)
- AXA Life (Швейцария, 100 %)
- AXA-ARAG Legal Assistance (Швейцария, 66,67 %)
- AXA Insurance (ранее Winterthur Swiss Insurance P&C, Швейцария, 100 %)
- Avanssur (Франция и Польша, 100 %)
- Kyobo AXA General Insurance Co. Ltd. (Республика Корея, 99,71 %)
- AXA Non Life Insurance Co. Ltd. (Япония, 100 %)
- Touring Assurances SA (Бельгия, 100 %)
- AXA Global Direct Seguros y Reaseguros SAU (Италия и Испания, 100 %)
- AXA Ubezpieczenia TUIR S.A (Польша, 100 %)

Управление активами
- AXA Investment Managers (Франция, 97,04 %)
- AllianceBernstein — образовалась в 2000 году после поглощения дочерней компанией AXA Alliance Capital компании по управлению активами Sanford C. Bernstein (США, 63,74 %)

Банкинг
- AXA Banque (Франция, 100 %)
- AXA Banque Financement (Франция, 65 %)
- AXA Bank AG (Германия, 100 %)
- AXA Bank Europe (Бельгия, 100 %)
- CFP Management (Франция, 100 %)

Компании со значительной долей:
- Neufl ize Vie (ранее NSM Vie, Франция, 39,98 %)
- Natio Assurances (Франция, 50 %)
- Philippines AXA Life Insurance Corporation (Филиппины, 45 %)
- Krungthai AXA Life Insurance Company Ltd (50 %)
- ICBC-AXA Life Insurance Co. Ltd — созданное в 2012 году партнёрство с Промышленным и коммерческим банком Китая (КНР, 27,5 %)
- PT AXA Mandiri Financial Services (49 %)
- Bharti AXA Life (49 %)
- Bharti AXA General Insurance Company Limited (Индия, 49 %)
- AXA Tian Ping — купленная в 2014 году доля в китайской страховой компании (КНР, 50 %)
- Reso Garantia (RGI Holdings B.V., Россия, 39,34 %)
- AXA Middle East SAL (Ливан, 51 %)
- AXA Mansard Insurance plc (Nigeria) Relution (Нигерия, 77,79 %)
- AXA Investment Managers Asia Holdings Private Limited (49 %)
- Kyobo AXA Investment Managers Company Limited (50 %)